# Јосиф Татић
Јосиф Татић (Нови Сад, 13. април 1946 — Београд, 8. фебруар 2013) био је српски глумац.

## Биографија
Јосиф Татић је рођен у глумачкој породици, његови родитељи Бранко и Христина су такође били глумци.
Студирао је глуму на Академији за позориште, филм, радио и телевизију у Београду. Од 1968. године био је члан Југословенског драмског позоришта, али је играо и у другим позориштима у земљи, у СКЦ-у, Звездари театру, Народном позоришту у Београду, као и у Српском народном позоришту у Новом Саду.
Мада је одиграо бројне улоге у позоришту, на филму и телевизији, шира публика ће га памтити по улогама Слободана Михајловића у представи „Шовинистичка фарса“, Божидара Солдатовића „Јатаганца“ у серији „Бољи живот“ и Танасија Виторовића у серији „Грлом у јагоде“. За улогу оца у представи Хадерсфилд добио је 2006. године награду Зоранов брк.
Преминуо је изненада у 67. години живота, 8. фебруара 2013. у Београду. Сахрањен је у Алеји заслужних грађана на београдском Новом гробљу.
Његова ћерка, Јелисавета Татић-Чутурило, је позната српска костимографкиња. Имао је и млађу ћерку, Христину Татић.

## Филмографија
| Год.         | Назив                                      | Улога                           |
| ------------ | ------------------------------------------ | ------------------------------- |
| 1960.        |                                            |                                 |
| 1965.        | Проверено, нема мина                       | Младић на улици                 |
| 1967.        | Јутро                                      | Војник                          |
| 1967.        | Деца војводе Шмита                         |                                 |
| 1968.        | Тако је ако вам се тако чини               |                                 |
| 1968.        | Вук са Проклетија                          | Џахид                           |
| 1968.        | Бекства                                    | Грујић                          |
| 1969.        | Хороскоп                                   | Томо                            |
| 1969.        | Младићи и девојке 2                        |                                 |
| 1970.        |                                            |                                 |
| 1970.        | Јана                                       | Павел                           |
| 1971.        | Хроника паланачког гробља                  |                                 |
| 1971.        | Цео живот за годину дана                   |                                 |
| 1971.        | Све ће то народ позлатити                  |                                 |
| 1971.        | Капетан из Кепеника                        |                                 |
| 1972.        | Милева Ајнштајн                            | Марсел Гросман                  |
| 1972.        | Незнани јунак                              |                                 |
| 1972.        | Девојка са Космаја                         |                                 |
| 1973.        | Хлеб                                       |                                 |
| 1973.        | Наше приредбе (ТВ серија)                  |                                 |
| 1973.        | Они лепи рођендани (ТВ)                    |                                 |
| 1973.        | Самртно пролеће                            |                                 |
| 1974.        | Ујеж                                       | Танасије Петровић               |
| 1974.        | СБ затвара круг                            | Агент Павле                     |
| 1974.        | Кошава                                     | Незапослени                     |
| 1975.        | Доле са оружјем                            | Јуре                            |
| 1975.        | Павле Павловић                             | Млађи друг из синдиката         |
| 1976.        | Озрачени                                   |                                 |
| 1976.        | Процес Ђордану Бруну                       | Дон Клауд Гилард                |
| 1976.        | Грлом у јагоде                             | Танасије Викторовић Тале Сурови |
| 1976.        | Четири дана до смрти                       |                                 |
| 1977.        | Хајдучка времена                           | Сиромашни сељак                 |
| 1977.        | Црни дани                                  |                                 |
| 1977.        | Специјално васпитање                       | Васпитач Стојановић             |
| 1978.        | Мала моја из Босанске Крупе                |                                 |
| 1978.        | Пучина                                     | Марко Урошевић                  |
| 1979.        | Приповедања Радоја Домановића (серија)     | Антун Густав Матош              |
| 1979.        | Рекламација                                |                                 |
| 1979.        | Бежаћемо чак у Лику                        |                                 |
| 1979.        | Трофеј (филм)                              |                                 |
| 1979.        | Живи и мртви                               |                                 |
| 1979.        | Повољан ветар                              |                                 |
| 1979.        | Прва српска железница (ТВ)                 | Милан Ђурић, свештеник          |
| 1980.        |                                            |                                 |
| 1980.        | Петријин венац                             |                                 |
| 1980.        | Хајдук                                     | Обућар                          |
| 1980.        | Снови, живот, смрт Филипа Филиповића       |                                 |
| 1981.        | Кад свеци марширају                        |                                 |
| 1981.        | Сок од шљива                               | Новинар                         |
| 1981.        | Широко је лишће                            |                                 |
| 1981.        | На рубу памети (ТВ)                        |                                 |
| 1982.        | 13. јул                                    | Преводилац                      |
| 1983.        | Развојни пут Боре Шнајдера (ТВ)            | Селимир                         |
| 1983.        | Балкан експрес                             |                                 |
| 1983.        | Још овај пут                               | Полицијски инспектор            |
| 1984.        | Камионџије опет возе                       | Функционер                      |
| 1984.        | Лазар                                      | Љубисав                         |
| 1984.        | Крај рата                                  | Хаско                           |
| 1985.        | Учини то својски                           | Сима                            |
| 1985.        | Неуспела мућка                             | Контиста                        |
| 1985.        | Тајванска канаста                          |                                 |
| 1985.        | Јагоде у грлу                              |                                 |
| 1986.        | Бал на води                                | Рилетов шеф                     |
| 1986.        | Ловац против топа                          | Монтер мина                     |
| 1987.        | Живот у гробљанској (ТВ)                   | Стева Савић, каменорезац        |
| 1987.        | Младост уметника                           |                                 |
| 1987.        | Догодило се на данашњи дан                 |                                 |
| 1987.        | Бољи живот                                 | Божидар Солдатовић „Јатаганац“  |
| 1987.        | Тесна кожа 2                               | Мустафа Кајганли                |
| 1988.        | За сада без доброг наслова                 |                                 |
| 1988.        | Отпадник                                   |                                 |
| 1989.        | Бој на Косову                              | Капиџибаша                      |
| 1989.        | Последњи круг у Монци                      | Баки                            |
| 1989.        | Хајде да се волимо 2                       | Слободан Михајловић             |
| 1990.        |                                            |                                 |
| 1990.        | Љубав је хлеб са девет кора                |                                 |
| 1990.        | Хајде да се волимо 3                       |                                 |
| 1993.        | Византијско плаво                          | Пеђа                            |
| 1993.        | Боље од бекства                            | Слободан                        |
| 1993.        | Три карте за Холивуд                       | Бошко                           |
| 1994.        | Ни на небу ни на земљи                     | Бата Коњ                        |
| 1994.        | Рођен као ратник                           |                                 |
| 1995.        | Пакет аранжман                             | Дарков отац                     |
| 1995.        | Била једном једна земља                    | Полицијски инспектор            |
| 1994-1995.   | Отворена врата                             | Стеван                          |
| 1998.        | More largo                                 | Пуковник                        |
| 1998.        | Спаситељ                                   | главни џелат                    |
| 1998.        | Буре барута                                | Полицајац                       |
| 1999.        | Нож                                        | Кемал Османовић                 |
| 2000.        |                                            |                                 |
| 2000.        | Тајна породичног блага                     | Абу Бекир/Пера Циганин          |
| 1998 - 2001. | Породично благо                            | Абу Бекир/Пера Циганин          |
| 2002.        | Лавиринт                                   | Лаки                            |
| 2002.        | Лавиринт (ТВ серија)                       | Лаки                            |
| 2002.        | Новогодишње венчање                        | Матичар                         |
| 2002.        | Казнени простор (ТВ серија)                | масер                           |
| 2003.        | Професионалац                              | Маки                            |
| 2003.        | Сироти мали хрчки 2010                     | Новинар                         |
| 2004.        | Пљачка Трећег рајха                        | Наредник                        |
| 2004.        | Живот је чудо                              | Доктор                          |
| 2006.        | Живот је чудо (ТВ серија)                  | Доктор                          |
| 2006.        | Затамњење                                  | Инспектор Де Бернади            |
| 2007.        | Несрећа увек има тенденцију да се повећава |                                 |
| 2007.        | Хадерсфилд                                 | Отац                            |
| 2007.        | Наша мала клиника                          | Отац                            |
| 2007.        | Увођење у посао                            | Милен                           |
| 2007.        | Позориште у кући                           | Ујак Вукоје                     |
| 2008.        | Љубав и други злочини                      | Радован                         |
| 2008.        | Турнеја                                    | Живорад Кутлешић - Жаки         |
| 2007 - 2009. | Улица липа                                 | Тихомир                         |
| 2009.        | Чекај ме, ја сигурно нећу доћи             | говорник на сахрани             |
| 2010.        |                                            |                                 |
| 2010.        | Сва та равница                             | Стеван                          |
| 2010.        | Два смо света различита                    | Узеир                           |
| 2011.        | Турнеја (ТВ серија)                        | Живорад Кутлешић - Жаки         |